# Bockholter Bach
Der Bockholter Bach ist ein Nebenfluss der Stever im Kreis Coesfeld in Nordrhein-Westfalen.

## Verlauf
Der Bach fließt auf dem Gebiet der Städte Lüdinghausen und Olfen. Er hat seine Quelle südwestlich der Kernstadt von Lüdinghausen an der B 474 und fließt von dort in südwestlicher Richtung. Er durchquert das etwa 32,2 ha große Naturschutzgebiet Deipe Bieke und mündet nördlich der Kernstadt von Olfen in die Stever.
1. 1 2 3  Fachinformationssystem ELWAS des Ministeriums für Umwelt, Naturschutz und Verkehr NRW (Hinweise)